# Gordon Minty
Gordon Minty (* 23. März 1948) ist ein ehemaliger US-amerikanischer Langstreckenläufer britischer Herkunft.
Bei den British Commonwealth Games 1974 in Christchurch wurde er für Wales startend jeweils Achter über 5000 und 10.000 Meter.
1976 und 1979 siegte er beim Detroit-Marathon. 1980 wurde er Achter beim US-Ausscheidungsrennen im Marathon für die Olympischen Spiele in Moskau und Fünfter beim Chicago-Marathon. 1981 wurde er Zweiter beim Oregon Track Club Marathon und 1982 Siebter beim Houston-Marathon.
1973 wurde er US-Meister über sechs Meilen.

## Persönliche Bestzeiten
- 2000 m: 5:06,76 min, 8. Juli 1972, London
- 5000 m: 13:38,0 min, 24. Juni 1972, London
- 10.000 m: 28:44,27 min, 25. Januar 1974, Christchurch
- Marathon: 2:12:34 h, 13. September 1981, Eugene